# Mustavaara (kulle i Finland, Lappland, Rovaniemi, lat 66,57, long 25,87)
Mustavaara är en kulle i Finland. Den ligger i Rovaniemi stad i landskapet Lappland, i den norra delen av landet, 700 km norr om huvudstaden Helsingfors. Toppen på Mustavaara är 161 meter över havet.
Terrängen runt Mustavaara är platt. Runt Mustavaara är det mycket glesbefolkat, med 2 invånare per kvadratkilometer. Mustavaara ligger nära Rovaniemi flygplats.